# Lijst van spelers van SL Benfica (voetbalclub)
Deze lijst omvat voetballers die bij SL Benfica spelen of hebben gespeeld.

## Spelers naar nationaliteit

### Angola
- Pedro Mantorras

### Argentinië
- Pablo Aimar
- Carlos Bossio
- Claudio Caniggia
- Ángel Di María
- Nicolás Gaitán
- Ezequiel Garay
- Enzo Perez
- Javier Saviola

### België
- () Dolly Menga
- Michel Preud'homme
- () Axel Witsel
- () Mehdi Carcela
- () Mile Svilar
- Jan Vertonghen

### Brazilië
- Aldair
- Valdo Filho
- Ricardo Gomes
- Jonas
- Luisão
- Carlos Mozer
- Ramires
- David Luiz
- Lima
- Ederson Moraes

### Colombia
- Jorge Bermúdez

### Duitsland
- Hans-Jörg Butt
- Robert Enke

### Griekenland
- Giorgos Karagounis
- Kostas Katsouranis
- Konstantinos Mitroglou

### Hongarije
- Miklós Fehér

### Italië
- Fabrizio Miccoli

### Kroatië
- Mario Stanić

### Litouwen
- Edgaras Jankauskas

### Mozambique
- Alberto da Costa Pereira

### Nederland
- Glenn Helder
- Pierre van Hooijdonk
- Ola John
- Bilal Ould-Chikh
- Gaston Taument

### Paraguay
- Óscar Cardozo

### Portugal
- Rui Águas
- Carlos Alhinho
- Fábio Coentrão
- Mário Coluna
- Deco
- Eusébio
- João Félix
- Paulo Futre
- Nuno Gomes
- Maniche
- Miguel
- Petit
- João Vieira Pinto
- Rui Costa
- Simão
- Tiago
- Bernardo Silva
- Nélson Semedo
- Renato Sanches
- Humberto Coelho
- Fernando Chalana

### Rusland
- Sergej Joeran
- Aleksandr Mostovoj

### Servië
- Filip Đuričić
- Lazar Markovic
- Nemanja Matić
- Miralem Sulejmani

### Slovenië
- Zlatko Zahovič

### Spanje
- Joan Capdevila
- Javi García
- Carlos Marchena
- Nolito
- José Antonio Reyes
- Rodrigo

### Tsjechië
- Karel Poborský

### Uruguay
- Maxi Pereira

### Verenigde Staten van Amerika
- Freddy Adu

### Zweden
- Victor Lindelöf